# Теория шрайбера
Теория шра́йбера (англ. Schreiber theory) — подход к кинокритике и теории кино, согласно которому главным автором фильма является скорее сценарист, нежели режиссёр. Автором теории шрайбера является американский журналист, редактор и телеведущий Дэвид Моррис Кипен.

## История названия
Слово «шрайбер» (нем. der Schreiber) в переводе с немецкого и идиша означает «писатель», «пишущий». Кипен выбрал его для названия своей теории в память о многих сценаристах раннего американского кино, чьим родным языком был идиш. В немецком языке все существительные пишутся с большой буквы, и это отразилось в англоязычном названии теории. В русском языке, однако, словосочетание «теория Шрайбера» подразумевает, что автором теории является некий Шрайбер, то есть слово «Шрайбер» воспринимается в таком случае как фамилия. Поэтому по-русски оно иногда пишется с большой буквы.

## Содержание теории
Основные положения предлагаемой теории Дэвид Кипен изложил в своей книге 2006 года «Теория шрайбера: радикальное переосмысление американской истории кино» (англ. «The Schreiber Theory: A radical Rewrite of American Film History»). Кипен считает, что роль сценариста в создании фильма недооценивается, а режиссёр неоправданно превозносится. Между тем именно сценарист оказывает наибольшее влияние на конечный результат, от него во многом зависит качество, признание и значимость картины.
Свою теорию Кипен противопоставляет теории авторского кино, предложенной американским кинокритиком Эндрю Саррисом и получившей широкое распространение в 1950—1960-е годы прошлого века. В то время киноиндустрия переживала кризис, поскольку значительная часть аудитории предпочла телевидение походам в кино. Верность кинотеатрам сохранила молодёжь и обеспеченная часть населения, в том числе интеллигенция. Это привело к тому, что кино стало восприниматься как искусство — такое же, как художественная литература, живопись и музыка, а автор кино, то есть режиссёр, по значимости сравнялся с писателем и художником. «Автороцентричный» подход к кино выражался также в том, что центральными героями фильмов становились сами авторы, люди творческих профессий: главный герой «Фотоувеличения» Микеланджело Антониони — фотограф, в «Персоне» Ингмара Бергмана Лив Ульман играет актрису, а в «81/2» Федерико Феллини Марчелло Мастроянни изображает кинорежиссёра Гвидо Ансельми.
Кипен утверждает, что не режиссёр, а именно сценарист является гарантией качества фильма. Тех, кто при выборе фильма руководствуется фамилией сценариста (а не режиссёра или актёра), ждёт куда меньше разочарований. При этом в интервью для SF360 Кипен отметил, что цель его работы — не сбросить режиссёра с пьедестала, а способствовать балансу двух сил — сценарной и режиссёрской:

…не разом вытеснить авторскую теорию режиссёрского доминирования, а так её поправить, чтобы конечный результат представлял собой более реалистическое отображения того, насколько кинопроизводство завязано на совместной работе.
Оригинальный текст (англ.)…not to supplant the auteur theory [of the director’s dominance] overnight but to overcorrect it in such a way that the final average of the two is a more realistic representation of just how collaborative filmmaking really is.

## Предшественники
По признанию самого Кипена, его «сценарноцентричный» подход — не нововведение. Ранее на важность сценариста в создании фильма указывали такие критики теории авторского кино, как Полин Кэйл и Ричард Корлисс. В случае Кэйл показателен эпизод, когда в эссе о «Гражданине Кейне» Орсона Уэллса она назвала Германа Манкевича, соавтора сценария, фактически единоличным автором и ведущей, направляющей силой фильма. Ричард Корлисс, учившийся у Эндрю Сарриса в Нью-Йоркском университете, поставил под сомнение теорию автора, выдвинутую своим наставником. Работая главным редактором журнала Film Comment, Корлисс стремился привлечь внимание к роли сценаристов в создании фильмов.

## Критика
Теория шрайбера предполагает, что сценарист и режиссёр — это по умолчанию разные люди. Эта предпосылка делает её применение проблематичным в тех случаях, когда один или несколько человек выступают одновременно и в качестве сценариста (сценаристов), и в качестве режиссёра (режиссёров), а такое случается довольно часто (примерами в современном кино могут служить Пол Томас Андерсон, Квентин Тарантино, Кевин Смит, Николас Виндинг Рефн, Ларс фон Триер, Грегг Араки). Более того, и подавляющее большинство режиссёров 1950—1960-х, творчество которых анализировалось с позиций теории авторcкого кино (Жан-Люк Годар, Франсуа Трюффо, Ингмар Бергман, Федерико Феллини, Микеланджело Антониони), сами писали сценарии для своих фильмов.
Между процессом написания сценария и готовым фильмом находится слишком много стадий кинопроизводства, чтобы сценарист мог оказывать значительное влияние на конечный продукт. Сценарий многократно редактируется, продюсер привносит своё видение, актёры и режиссёр — своё, от монтажёра зависит темп повествования и общий образ фильма.
В рецензии американского еженедельника Variety на книгу Кипена Дайэн Гаррет отмечает, что после прочтения остаются вопросы «А что насчёт операторской работы?», «А как же актёры?» (англ. And yet nagging questions remain: What about the camera work? How about the actors?), подчёркивая однобокость теории шрайбера. Ссылаясь на утверждение Кипена о том, что «шрайберизм — попытка спасти журналистов и исследователей от тех, кто хочет, чтобы мы забыли, насколько кинопроцесс завязан на совместной работе» (англ. Schreiberism is an attempt to rescue reviewing and scholarship from those who would have us forget just how collaborative filmmaking truly is.), Гаррет задаётся вопросом:

«Если это — истинная цель, зачем тратить 150 страниц, доказывая превосходство сценариста? Вместо этого скажите то, что на самом деле имеете в виду: Не забывайте о сценаристах, пожалуйста».
Оригинальный текст (англ.)If that’s really the goal, why spend 150 pages arguing for the supremacy of the writer? Instead say what you really mean: Don’t forget the writer, please.